# Kamena (Bułgaria)
Kamena (bułg. Камена) – wieś w Bułgarii, w obwodzie Błagojewgrad, w gminie Petricz. Według danych szacunkowych Ujednoliconego Systemu Ewidencji Ludności oraz Usług Administracyjnych dla Ludności, 15 czerwca 2020 roku miejscowość liczyła 259 mieszkańców.

## Historia
Kamena to wieś o bogatej przeszłości historycznej. We wsi znaleziono pozostałości archeologiczne z okresu neolitu, starożytności i średniowiecza. Na terenie Welikdentskata cyrkwa (około 1 km na południe od wsi) zachowały się pozostałości średniowiecznej cerkwi o wymiarach 12/6,5 metra. Kamena została wymieniona w osmańskich rejestrach podatkowych z lat 1570, 1606 i 1664–1665. Według pierwszego rejestru w wiosce mieszkało 2 muzułmanów oraz znajdowało się 55 chrześcijańskich gospodarstw domowych.